# Marcos Bernardino de Carvalho
Marcos Bernardino de Carvalho (Belo Horizonte, 20 de novembro de 1955) é um geógrafo humano Brasileiro.
De 1993 até 1995, foi chefe do Departamento de Geografia da Faculdade de Ciências Sociais da PUC-SP. De 2006 até 2009, foi coordenador do Programa de Estudos Pós-Graduados em Geografia da mesma universidade.
Em 2007, fez Pós-Doutorado na Universidade de Barcelona onde trabalhou como professor visitante no Departamento de Geografia Humana.
Desde 2009, é professor de Gestão Ambiental na graduação e no Programa de Pós-Graduação em Mudança Social e Participação Política da Escola de Artes, Ciências e Humanidades da USP.

## Publicações
Carvalho publicou, junto com Diamantino Pereira e Douglas Santos, a série didática Geografia, Ciência do Espaço (Editora Atual), e, com Diamantino Pereira, a série didática Geografias do mundo (Editora FTD). Além disso, publicou:
- «A natureza na Geografia do ensino médio.» (PDF). In: Terra Livre, v. 1, n. 1, p. 46-52.
- O qué é natureza. São Paulo: Editora brasiliense, 1991. ISBN 8511012435
- «Reflexões sobre geografia, biodiversidade e globalização em tempos neoliberais.» (PDF). In: Caderno Prudentino de Geografia, v. 1, n. 18, 1996.
- «Diálogos entre as Ciências Sociais: um legado intelectual de Friedrich Ratzel (1844-1904).». In: Biblio 3w: revista bibliográfica de geografía y ciencias sociales, v. 2, 1997.
- «Ratzel: Releituras contemporâneas. Uma reabilitaçâo?.». In: Biblio 3w: revista bibliográfica de geografía y ciencias sociales, v. 2, 1997.
- «Geografía e complexidade.». In: Scripta Nova: revista electrónica de geografía y ciencias sociales, v. 3, 1999.
- «Novos fundamentos para a biogeografia: a revolução biotecnológica e a cartografia dos manaciais de bio-sociodiversidade.». In: Scripta Nova: revista electrónica de geografía y ciencias sociales, v. 4, 2000.
- «Dimensão antropogeográfica dos movimentos migratórios.». In: Scripta Nova, n. 94 (5), 2001.
- «O lugar, o tempo, a guerra e o começo da história.». In: Biblio 3w: revista bibliográfica de geografía y ciencias sociales, v. 7, 2002.
- «Milton Santos: intelectual, geógrafo e cidadão indignado.». In: El ciudadano, la globalización y la geografía. Homenaje a Milton Santos. Revista Scripta Nova. Revista electrónica de geografía y ciencias sociales, Universidad de Barcelona, v. VI, n. 124, 2002.
- «Resenha de: AUGÉ, Marc. Diario de guerra, El mundo después del 11 de septiembre. Barcelona: Gedisa. 2002». In: Biblio3w, v. VII, n. 401, 2002.
- «Geografia e história, tradição e modernidade: fundamentos da geopolítica contemporânea.». In: Scripta Nova, v. X, n. 218 (23), 2006.
- «Dos oitocentos ao XXI: cientistas, livros e Internet.». In: Ar@cne: revista electrónica de recursos en internet sobre geografía y ciencias sociales, 2007.
- «"El hombre - (y la ciencia) - como problema": Reflexões a partir do livro de Jerónimo Bouza Vila.». In: Biblio 3w: revista bibliográfica de geografía y ciencias sociales, v. 12, 2007.
- «Dez anos de viagens a "terras" estrangeiras: miradas de um geógrafo sobre as histórias que os cientistas sociais nos contam de si próprios".». In: Scripta Nova: revista electrónica de geografía y ciencias sociales, v. 12, 2008.
- «Educação ambiental para a crítica da "pedagogia da adesão".» (PDF). In: V Encontro Nacional da Anppas, 4 a 7 de outubro de 2010, Florianópolis.
- Com Diamantino Pereira. Urbanidades de uma universidade pública e inclusiva. A implantação da Escola de Artes, Ciências e Humanidades da USP (Universidade de São Paulo/ Brasil) na zona leste de São Paulo (região ‘periférica’): lições e aprendizados. In: Scripta Nova, v. XIV, n. 331 (49), 2010.
- «Friedrich Ratzel (1844-1904): "O insípido está sempre incorreto".». In: GEOgraphia, v. 12, n. 23, 2010.